# أشلي فوكس
أشلي فوكس (بالإنجليزية: Ashley Fox) (و. 1969  م) هو سياسي، وكاتب عدل ‏ بريطاني، هو عضوٌ في حزب المحافظين.

## مناصب
تولى منصب عضو في البرلمان الأوروبي (منذ 1 يوليو 2014)
- عضو في البرلمان الأوروبي (14 يوليو 2009–30 يونيو 2014)[2]
- عضو المجلس المحلي  [لغات أخرى]‏، Bristol City Council [الإنجليزية]‏ (2 مايو 2002–6 مايو 2010).[3]

## التعليم
تعلم في جامعة غرب إنجلترا.